# Mosteiro de Santa Maria de Moreirola
O Mosteiro de Santa Maria de Moreirola ou Moreruela (em castelhano:  monasterio de Santa María de Moreruela) foi um edifício religioso que pertenceu à Ordem de Cister, e situava-se no município espanhol de Granja de Moreruela, a noroeste da província de Samora, na comunidade autónoma de Castela e Leão. O mosteiro encontra-se localizado num sítio isolado das aglomerações populacionais, juntamente com a Via da Prata. É considerado um dos primeiros mosteiros cistercienses construídos na Península Ibérica.

## História
O patrocínio inicial foi correspondido aos herdeiros de Ponç Giraldo II de Cabrera, príncipe de Samora, e teve seu auge económico até ao século XIII. O auge resultou na posse de terras adjacentes e na expansão da rede monástica através do estabelecimento de priorados. A este período áureo ocorreu uma série de séculos desde o XVI ao XVIII que foram caracterizados pela racionalização e economias dos recursos obtidos durante a Idade Média. A comunidade inicial de monges que vivia no conjunto variava entre duzentas pessoas, um número que foi reduzido de forma elevada nos séculos posteriores para trinta. É possível que tenha tido uma quantidade semelhante de diversos criados, entre carregadores, pastores, vaqueiros, jardineiros, cozinheiros, etc.
Os edifícios que compõem o mosteiro sofreram diversas reformas desde o início da Idade Média, com todos eles chegando a conviver numa pousada recente criada no final do século XVIII. A evolução e a exclaustração dos monges ocorreram em meados do século XIX, devido a uma série de leis desamortizadoras que foram criadas durante a Guerra Peninsular. Estas desamortizações sucessivas terminaram definitivamente com a atividade do convento em outubro de 1835. O rigor dos elementos e dos atos de violência causaram o seu estado ruinoso em apenas algumas décadas. O abandono fez com que o conjunto virasse uma ruína. As ruínas controladas que podem ser observadas no início do século XXI foram erguidas num período que vai dos séculos XII até ao XVIII. O mosteiro foi declarado como Monumento Histórico-Artístico a 3 de junho de 1931, através do decreto publicado pelo governo provisional da Segunda República. Apesar disso, as vendas posteriores dos terrenos circundantes incluíam alguns edifícios do mosteiro. A lei que forçou o Ministério da Cultura a iniciar as expropriações forçadas foi promulgada em 1981, tornando o conjunto protegido em 1995 numa propriedade da Junta de Castela e Leão. Foram realizadas várias intervenções parciais no final do século XX, e no início do século XXI.
Desde a publicação do frei Ángel Manrique em meados do século XVII, considera-se que o convento de Moreruela tenha sido o primeiro mosteiro cisterciense hispânico. A sua incorporação data-se de 1131. Esta crença foi sustentada até que em 1959 durante o período da obra Segunda Semana de Estudios Monásticos, o académico cisterciense começa a ter dúvidas, registando o atraso da fundação entre 1153 e 1158, e apontando o Mosteiro de Santa Maria Real de Fitero, datado de 1140. Esta afirmação abriu um debate entre os académicos. O conjunto mistura os estilos arquitetónicos românico tardio, gótico e a arquitetura do século XVIII.